# Michael Q. Patton
Pour les articles homonymes, voir Patton.
Michael Quinn Patton (né en 1945) est un évaluateur américain, ancien président de l’Association américaine d’évaluation (American Evaluation Association). Titulaire d’un doctorat en sociologie de l’Université du Wisconsin à Madison, il a commencé à réaliser des évaluations dans les années 1970 et n’a jamais cessé depuis. Il est depuis plus de 30 ans une figure centrale de l’évaluation des politiques publiques, aux États-Unis et dans le monde. 
Michael Patton a eu de nombreuses contributions à la théorie de l’évaluation, tout en proposant toujours des approches pratiques pour mettre en œuvre ses propositions. 

## Principales contributions

### Évaluation qualitative
Un premier champ d’implication est pour lui le recours aux méthodes qualitatives en évaluation. Dans son ouvrage « Qualitative research and Evaluation methods » (1990), il met en avant la diversité des approches qualitatives pour répondre à des questionnements évaluatifs. Il insiste sur la nécessité, pour que l’évaluation soit crédible, de s’appuyer sur des méthodes rigoureuses pour collecter et analyser les données ; mais il va plus loin en portant le débat sur la compétence de l’évaluateur, ainsi que sur l’exploration des fondements paradigmatiques qui sous-tendent la démarche évaluative. 
Un exemple de cette approche se retrouve dans les questions d’échantillonnage (pp.169-186). Patton explique d’abord que dans une démarche qualitative, la façon dont des cas d’observation, pour une série d’entretiens ou d’études de cas, sont choisis, est radicalement différente de ce qu'elle est pour un échantillonnage statistique. Le fait qu’on utilise le même mot amène des incompréhensions paradigmatiques : l’échantillonnage qualitatif ne vise pas la généralisation, mais la sélection des cas qui donneront le plus d’informations pour répondre au questionnement évaluatif (échantillonnage utilitaire ou purposeful sampling).  
Patton met ensuite en avant la diversité des démarches d’échantillonnage : il en propose 16 dans la version initiale de son livre, et 40 dans la dernière. Il termine par les « échantillonnages de convenance » : les équipes d’évaluation, déplore-t-il, sélectionnent trop souvent leurs cas d’étude sur la facilité à atteindre les personnes ou à collecter l’information. Cela renforce l’image d’une évaluation qualitative qui serait par nature de mauvaise qualité. 

### Évaluation axée sur l’utilisation
Michael Patton a aussi largement contribué à la théorie de l’évaluation en travaillant sur la question de l’utilisation de l’évaluation. Son approche « est fondée sur la prémisse fondamentale selon laquelle les évaluations devraient être jugées sur la base de leur utilité et de leur utilisation effective ». C’est un réel changement de perspective, par rapport à une logique dans laquelle l’évaluation serait d’abord jugée sur ses choix de conception ou la qualité de ses procédures, voire sur ses apports de connaissance. 
Dans cette démarche axée sur l’utilisation (utilization-focused evaluation), l’utilisation n’intervient donc pas de façon spontanée en fin d’évaluation : il faut au contraire concevoir l’évaluation de façon qu’elle soit utile, et c’est le rôle de l’évaluateur/rice de s’en assurer. En particulier, un des enjeux sera de trouver des usagers potentiels au début de l’évaluation, et de modeler l’évaluation de façon à répondre à ces usages. 
Pour rendre l’évaluation utile, il ne suffit pas de bien la concevoir ; le processus est essentiel également : « Le seul fait de participer à une évaluation peut [...] générer des conséquences positives en termes de développement de la pensée évaluative, d’acquisition de connaissances méthodologiques, d’habilitation des acteurs, et ainsi de suite. Le terme d’ « usage processuel » (process use) vient ainsi compléter les usages instrumentaux, conceptuels (Carol H. Weiss) et symboliques de l’évaluation, mais en se plaçant sur un autre plan, celui du processus évaluatif plutôt que son produit. 

### Évaluation évolutive
Dans la typologie classique élaborée par Michael Scriven, l’évaluation porte sur des programmes stabilisés. Elle est formative (elle permet de tirer des enseignements de l’intervention évaluée pour l’améliorer) ou sommative (elle vise à juger l’intervention avant de décider de sa poursuite ou non). 
Mais comment faire lorsque l’objet de l’évaluation est toujours en évolution ? Lorsque par exemple une expérimentation vise à tester des modalités de mise en œuvre nouvelle, ou dans le cadre d’une innovation sociale ? Michael Patton considère que cette typologie est trop restreinte, en particulier lorsqu’on considère les usages conceptuels plutôt qu’instrumentaux de l’évaluation, l'évaluation comme production de connaissances, ou encore l’usage de l’évaluation comme processus d’émancipation plutôt que de génération de jugements. 
Il propose une troisième voie avec l’évaluation évolutive ou développementale (developmental evaluation). Dans ce cadre, l’évaluateur ou l’évaluatrice « fait partie intégrante de l’équipe de projet, apporte son soutien au développement de l’intervention, facilite l’apprentissage par l’expérience, et ainsi favorise l’utilisation du processus et des résultats d’évaluation ». L’évaluateur ainsi « embarqué » (embedded) n’est pas en position de porter un jugement sur l’intervention évaluée : il ou elle épouse les valeurs de l’organisation innovatrice pour l’aider à développer son idée et, peut-être, à changer le monde. Mais il ou elle peut apporter sa posture et son approche évaluative pour aider à l’amélioration constante de l’intervention, via des boucles de rétroaction rapides. L’évaluation peut ainsi aider à mieux comprendre les problèmes que l’intervention vise à résoudre, à expliciter sa théorie du changement, c’est-à-dire la façon dont elle peut avoir des effets, à tester les multiples itérations du projet, à identifier très en amont des effets inattendus, etc.